# Finnische Fußballnationalmannschaft (U-21-Männer)
Die finnische U-21-Fußballnationalmannschaft ist eine Auswahlmannschaft finnischer Fußballspieler. Sie unterliegt dem Suomen Palloliitto, dem finnischen Fußballverband und repräsentiert diesen auf der U-21-Ebene, in Freundschaftsspielen gegen die Auswahlmannschaften anderer nationaler Verbände, aber auch bei der Europameisterschaft des Kontinentalverbandes UEFA. Spielberechtigt sind Spieler, die ihr 21. Lebensjahr noch nicht vollendet haben und die finnische Staatsangehörigkeit besitzen. Bei Turnieren ist das Alter beim ersten Qualifikationsspiel maßgeblich.

## Geschichte
Die U-21-Auswahl Finnlands konnte sich bisher zweinmal für die von der UEFA ausgerichtete U-21-Fußball-Europameisterschaft qualifizieren.
Für die Qualifikation zur Europameisterschaft 2006 wurde Finnland mit den Niederlanden, Tschechien, Rumänien, Mazedonien und Armenien in die Gruppe 1 gelost. Zwei Siege standen einem Unentschieden und sieben Niederlagen gegenüber, bei einer Tordifferenz von 7:16 Treffern. Alle sieben Punkte wurden gegen Mazedonien und Armenien geholt, wobei keines der beiden Spiele gegen Mazedonien verloren wurde.
Da die nächste Europameisterschaft nach der EM 2006 nicht erst wie üblich zwei Jahre später, sondern bereits 2007 stattfand, wurde die entsprechende Qualifikation in einem Schnellverfahren ausgespielt. Angefangen mit einer Vorrunde, über eine kurze Gruppenphase mit drei Mannschaften und den Play-off-Games. Finnland brauchte erst in die Gruppenphase einsteigen. In der Gruppe 6 wurde ihnen Russland und Ungarn zugelost. Es fand nur ein Spiel gegen jede Mannschaft statt, so dass die Teams je einmal Auswärts und einmal Heimrecht hatten. In beiden Spielen enttäuschten die Nordeuropäer und kassierten je fünf Tore und konnten nur insgesamt eins erzielen. Tabellenerster wurde Russland.

### Die erste EM-Endrundenteilnahme
Bei der Qualifikation zur Euro 2009 hatten die Finnen Losglück und konnten den großen Favoriten in der Gruppe 6 ausweichen. Mit Schottland, Dänemark, Slowenien und Litauen war die Gruppe sehr ausgeglichen. Schottland, einmaliger Teilnehmer an einer EM-Endrunde, und Dänemark, viermaliger Teilnehmer an einer EM-Endrunde, sollten dabei die Favoriten in dieser Qualifikationsgruppe sein. Alle anderen drei Mannschaften konnten sich bisher noch nicht für diese qualifizieren. Erst am letzten Spieltag wurde der Teilnehmer für die Play-offs ermittelt. Die Finnen starteten mit einer Serie von fünf Siegen, dabei ein 1:0 am ersten Spieltag gegen Dänemark und ein 3:2 am zweiten Spieltag gegen Schottland, überraschend gut und spielten sich bereits von Anfang an an die Spitze der Tabelle. Am 26. März 2008 gab es dann die erste Niederlage beim Rückspiel in Schottland. Da diese, abgesehen von der Niederlage am zweiten Spieltag, keine weiteren Niederlagen einstecken mussten, sollten sich die Inselfußballer als härtester Konkurrent der Finnen erweisen. Die dänische Mannschaft wurde auch im zweiten Spiel geschlagen, so dass am vorletzten Spieltag Finnland mit 18 Punkten auf Platz 1 und Schottland mit 16 Punkten auf Platz zwei standen. So mussten die letzten Spiele beider Teams über Qualifizierung entschieden. Beide Mannschaften mussten auswärts spielen Am 9. September traten die Weiß-Blauen in Slowenien und die Schotten gegen Dänemark an. Das Spiel der Finnen endete 0:0-Unentschieden. Da Schottland aber auf Grund des besseren Torverhältnisses sich durch einen Sieg hätte qualifizieren können, wäre dieses 0:0 nicht ausreichend gewesen. Allerdings verpatzten die Männer von der Insel ihr Spiel und verloren mit 0:1, so dass Finnland in die Play-off-Runde einziehen konnten.
Dort traf die Mannschaft von Markku Kanerva am 11. und 15. Oktober 2008 auf das Team aus Österreich. Das Hinspiel im österreichischen Pasching verloren die Blau-Weißen mit 1:2. Nachdem die Hausherren bereits nach 15 Minuten 2:0 führten, konnte Përparim Hetemaj nur noch den Anschlusstreffer aus Sicht der Finnen erzielen. Auch im Rückspiel führten die Alpenfußballer bereits nach 26 Minuten mit 1:0. Erst in der 86. und dann in der 90. Minute konnten die beiden Tore von Jussi Vasara das Spiel noch drehen und zwangen die Österreicher somit in die Verlängerung. In dieser fielen keine weiteren Tore, so dass das Elfmeterschießen entscheiden musste. Torhüter Tomi Maanoja hielt dabei die Elfer von Marko Stanković und Michael Madl und sicherte damit den ersten Einzug der finnischen U-21-Auswahl in die EM-Endrunde.

## Teilnahme bei U21-Europameisterschaften
| 1978                          | nicht qualifiziert |
| 1980                          | nicht qualifiziert |
| 1982                          | nicht qualifiziert |
| 1984                          | nicht qualifiziert |
| 1986                          | nicht qualifiziert |
| 1988                          | nicht qualifiziert |
| 1990                          | nicht qualifiziert |
| 1992                          | nicht qualifiziert |
| 1994 in Frankreich            | nicht qualifiziert |
| 1996 in Spanien               | nicht qualifiziert |
| 1998 in Rumänien              | nicht qualifiziert |
| 2000 in der Slowakei          | nicht qualifiziert |
| 2002 in der Schweiz           | nicht qualifiziert |
| 2004 in Deutschland           | nicht qualifiziert |
| 2006 in Portugal              | nicht qualifiziert |
| 2007 in den Niederlanden      | nicht qualifiziert |
| 2009 in Schweden              | Gruppenphase       |
| 2011 in Dänemark              | nicht qualifiziert |
| 2013 in Israel                | nicht qualifiziert |
| 2015 in Tschechien            | nicht qualifiziert |
| 2017 in Polen                 | nicht qualifiziert |
| 2019 in Italien/San Marino    | nicht qualifiziert |
| 2021 in Slowenien/Ungarn      | nicht qualifiziert |
| 2023 in Rumänien und Georgien | nicht qualifiziert |
| 2025 in der Slowakei          | Gruppenphase       |

Bemerkung: Zwischen 1978 und 1992 wurde die Endrunde einer U-21-Europameisterschaft nicht in einem Land ausgetragen, sondern durch Hin- und Rückspiele in den jeweiligen teilnehmenden Nationen absolviert.

## Trainer
(unvollständig)
- Markku Kanerva (2004–2010)
- Mika Laurikainen (2011–2013)
- Tommi Kautonen (2014–2017)
- Juha Malinen (2017–2022)
- Mika Lehkosuo (2023–)

## Ehemalige und bekannte Spieler
(Auswahl)
- Magnus Bahne
- Roman Eremenko
- Otto Fredrikson (Ehemaliger Torhüter bei Borussia Mönchengladbach)
- Përparim Hetemaj
- Anssi Jaakkola
- Toni Kuivasto
- Berat Sadik (Spieler von Arminia Bielefeld)
- Jukka Sauso
- Mika Väyrynen